# Kylie Minogue-diszkográfia
Kylie Minogue ausztrál énekesnő diszkográfiája tizenhét stúdióalbumból, tizenhárom válogatásalbumból, kilenc koncertalbumból, kilenc EP-ből, tizenhárom remixalbumból, két díszdobozból, 85 kislemezből, köztük nyolc kislemez közreműködő előadóként, és 24 promóciós kislemezből áll. Minogue zenei karrierje egy ausztrál szappanoperában Neighbours való szereplése után indult be. Az Egyesült Királyságba költözött, miután leszerződött a Mushroom Records kiadóval 1987-ben és rögzítette önnevű debütáló stúdióalbumát, a Kylie-t, együttműködve Stock, Aitken és Waterman producerekkel. Az Egyesült Királyságban a PWL Records kiadó terjesztette. Az album 1988-ban jelent meg és több, mint hatmilliót adtak el belőle, megszerezve ezzel a második helyet Ausztráliában és az első helyet az Egyesült Királyságban. Az album első kislemez, az „I Should Be So Lucky” világszerte óriási siker lett és a toplisták első helyére jutott több országban, köztük Ausztráliában és az Egyesült Királyságban.
1992-ben Minogue szerződése lejárt a PWL-vel és úgy döntött, nem újítja meg. Az első jelentős válogatásalbuma, a Greatest Hits épp ezelőtt jelent meg, harmadik helyig jutott Ausztráliában és az első helyig az Egyesült Királyságban. Minogue a következő évben leszerződött a Deconstruction Records kiadóval. Az ötödik Kylie Minogue című stúdióalbumát 1994-ben adta ki, hiteles előadóvá vált, elhatárolódva a korábbi munkájától. A lemez első helyet ért el Ausztráliában és negyediket az Egyesült Királyságban. Az album első kislemez, a „Confide in Me” első helyezett lett Ausztráliában és második az Egyesült Királyságban. A következő stúdióalbumát, az Impossible Princess-t 1997-ben adta ki és máig ez a legszemélyesebb és legkísérletezőbb albuma. Habár az album nem volt sikeres a listákon, Ausztráliában megszerezte a negyedik helyet.
A kiábrándító eladások miatt Minogue leszerződött a Parlophone kiadóval 1999 áprilisában. A hetedik stúdióalbuma, a Light Years 2000-ben jelent meg, első helyig jutott Ausztráliában és másodikig az Egyesült Királyságban. Az első kislemez, a „Spinning Around” mindkét országban első helyezett lett. Ezen a ponton tért vissza gyökereihez a dance-pop-ban, és a karrierje újraéledt. A következő stúdióalbuma, a Fever 2001-ben jelent meg, ez hozta meg neki a nemzetközi elismerést. Karrierjének legjobban fogyó albuma lett, első helyet ért el Ausztráliában, az Egyesült Királyságban és más európai országokban. Az első kislemeze, a „Can’t Get You Out of My Head” első helyig jutott az Egyesült Királyságban, Ausztráliában, Új-Zélandon és sok más európai országokban. Ez lett a legjobban fogyó kislemeze, sőt, minden idők egyik legkelendőbbje, több, mint ötmilliót adtak el belőle. Következő stúdióalbumát, a Body Language-t 2003-ban adta ki, második lett Ausztráliában és hatodik lett az Egyesült Királyságban. Az első kislemez, a „Slow” első helyig jutott Ausztráliában, az Egyesült Királyságban és más európai országokban. A második jelentős válogatásalbuma, az Ultimate Kylie 2004-ben jelent meg és ötödik lett Ausztráliában, negyedik az Egyesült Királyságban. Az albumon szerepelt az „I Believe in You”, ami hatodik helyig jutott Ausztráliában és másodikig az Egyesült Királyságban. Minogue-ot 2005 májusában emlőrákkal diagnosztizálták és betegszabadságra kellett mennie, ami miatt át kellett ütemeznie minden felvételét.
Felépülése után, 2007-ben kiadta tizedik stúdióalbumát, az X-et. A lemez és az első kislemez, a „2 Hearts” szintén első helyezett lett Ausztráliában és negyedik az Egyesült Királyságban. A tizenegyedik stúdióalbuma, az Aphrodite 2010-ben jelent meg, második helyig jutott Ausztráliában és elsőig az Egyesült Királyságban. Az első kislemez, az „All the Lovers” harmadik lett az Egyesült Királyságban és első az amerikai Dance Club Songs listán. A tizenkettedik Kiss Me Once című stúdióalbumát 2014-ben adta ki, első helyezett lett Ausztráliában és második az Egyesült Királyságban. Az első kislemez, az „Into the Blue” nem jutott be az Egyesült Királyság Top 10 listájára, viszont első helyet ért el az amerikai Dance Club Songs listán. Minogue a mai napig több, mint 80 millió lemezt adott el világszerte. Az Egyesült Királyságban 10 millió kislemeze kelt el, ezáltal a tizenkettedik legkelendőbb előadó és a harmadik legkelendőbb női előadó a kislemezek piacán.

## Albumok

### Stúdióalbumok
| Cím                                                         | Album adatok | Legjobb helyezések | Legjobb helyezések | Legjobb helyezések | Legjobb helyezések | Legjobb helyezések | Legjobb helyezések | Legjobb helyezések | Legjobb helyezések | Legjobb helyezések | Legjobb helyezések | Legjobb helyezések | Eladások                                                    | Minősítések |
| Cím                                                         | Album adatok | AUS                | AUT                | FRA                | GER                | IRE                | JAP                | NED                | NZ                 | SWI                | UK                 | US                 | Eladások                                                    | Minősítések |
| ----------------------------------------------------------- | --- | ------------------ | ------------------ | ------------------ | ------------------ | ------------------ | ------------------ | ------------------ | ------------------ | ------------------ | ------------------ | ------------------ | ----------------------------------------------------------- | --- |
| Kylie                                                       | - Megjelent: 1988. július 4. - Kiadó: PWL, Geffen, Mushroom - Formátum: CD, LP, kazetta                                             | 2                  | 15                 | 19                 | 8                  | —                  | 30                 | 42                 | 1                  | 7                  | 1                  | 53                 | - Világszerte: 5 000 000+ - UK: 1 800 000+ - US: 500 000+   | - ARIA: 4×-es platina - SNEP: Platina - BVMI: Arany - RMNZ: Platina - IFPI SWI: Platina - BPI: 6×-as platina - RIAA: Arany                                     |
| Enjoy Yourself                                              | - Megjelent: 1989. október 9. - Kiadó: PWL, Geffen, Mushroom - Formátum: CD, LP, kazetta                                            | 9                  | —                  | 24                 | 33                 | 1                  | 7                  | 50                 | 6                  | 13                 | 1                  | —                  | - UK: 1 200 000+                                            | - ARIA: Platina - SNEP: Arany - RIAJ: Arany - RMNZ: Arany - BPI: 4×-es platina                                                                                 |
| Rhythm of Love                                              | - Megjelent: 1990. november 12. - Kiadó: PWL, Mushroom - Formátum: CD, LP, kazetta                                                  | 10                 | —                  | 25                 | —                  | —                  | 32                 | 76                 | 36                 | —                  | 9                  | —                  | - AUS: 70 000+ - UK: 100 000+                               | - ARIA: Platina - BPI: Platina |
| Let’s Get to It                                             | - Megjelent: 1991. október 14. - Kiadó: PWL, Mushroom - Formátum: CD, LP, kazetta                                                   | 13                 | —                  | —                  | —                  | —                  | 37                 | —                  | —                  | —                  | 15                 | —                  |                                                             | - ARIA: Platina - BPI: Arany |
| Kylie Minogue                                               | - Megjelent: 1994. szeptember 19. - Kiadó: Decontstruction, Mushroom - Formátum: CD, LP, kazetta                                    | 3                  | —                  | —                  | 78                 | —                  | 54                 | —                  | —                  | 33                 | 4                  | —                  |                                                             | - ARIA: Arany - BPI: Arany |
| Impossible Princess                                         | - Megjelent: 1997. október 27. - Kiadó: Deconstruction, Mushroom - Formátum: CD, LP, kazetta                                        | 4                  | —                  | —                  | —                  | —                  | —                  | —                  | —                  | —                  | 10                 | —                  |                                                             | - ARIA: Platina - BPI: Esüzt |
| Light Years                                                 | - Megjelent: 2000. szeptember 25. - Kiadó: Parlophone, Mushroom - Formátum: CD, LP, kazetta                                         | 1                  | —                  | 50                 | 35                 | 13                 | —                  | 71                 | 8                  | 28                 | 2                  | —                  | - AUS: 280 000+ - UK: 300 000+                              | - ARIA: 4×-es platina - BPI: Platina |
| Fever                                                       | - Megjelent: 2001. október 1. - Kiadó: Parlophone, Mushroom, Capitol - Formátum: CD, LP, kazetta                                    | 1                  | 1                  | 21                 | 1                  | 1                  | 17                 | 7                  | 3                  | 3                  | 1                  | 3                  | - Világszerte: 6 000 000+ - UK: 1 500 000+ - US: 1 159 000+ | - ARIA: 7×-es platina - IFPI AUT: Platina - SNEP: Platina - BVMI: Platina - RMNZ: 2×-es platina - IFPI SWI: 2×-es platina - BPI: 5×-ös platina - RIAA: Platina |
| Body Language                                               | - Megjelent: 2003. november 17. - Kiadó: Parlophone, Festival, Capitol - Formátum: CD, LP, kazetta, digitális letöltés              | 2                  | 23                 | 31                 | 11                 | 19                 | 43                 | 19                 | 23                 | 8                  | 6                  | 42                 | - AUS: 140 000+ - UK: 398 000+ - US: 177 000+               | - ARIA: 2×-es platina - IFPI AUT: Arany - IFPI SWI: Arany - BPI: Platina                                                                                       |
| X                                                           | - Megjelent: 2007. november 21. - Kiadó: Parlophone, Festival, Astralwerks - Formátum: CD, CD+DVD, kazetta, digitális letöltés, USB | 1                  | 16                 | 19                 | 15                 | 14                 | 40                 | 29                 | 38                 | 9                  | 4                  | 139                | - AUS: 130 000+ - UK: 463 000+ - US: 42 000+                | - ARIA: Platina - SNEP: Arany - BPI: Platina |
| Aphrodite                                                   | - Megjelent: 2010. július 2. - Kiadó: Parlophone, Festival, Astralwerks - Formátum: CD, LP, kazetta, digitális letöltés             | 2                  | 3                  | 3                  | 3                  | 5                  | 28                 | 4                  | 11                 | 2                  | 1                  | 19                 | - AUS: 100 000+ - UK: 300 000+ - US: 50 000+                | - ARIA: Platina - BPI: Platina |
| Kiss Me Once                                                | - Megjelent: 2014. március 14. - Kiadó: Parlophone, Warner Bros. - Formátum: CD, CD+DVD, LP, digitális letöltés, streaming          | 1                  | 16                 | 10                 | 9                  | 4                  | 40                 | 10                 | 13                 | 8                  | 2                  | 31                 | - Világszerte: 215 000+ - UK: 86 800+                       | - BPI: Ezüst |
| Kylie Christmas                                             | - Megjelent: 2015. november 13. - Kiadó: Parlophone, Warner Bros. - Formátum: CD, CD+DVD, LP, digitális letöltés, streaming         | 7                  | 46                 | 76                 | 34                 | 14                 | 171                | 41                 | —                  | 51                 | 12                 | 184                | - UK: 139 000+                                              | - BPI: Arany |
| Golden                                                      | - Megjelent: 2018. április 6. - Kiadó: BMG, Darenote, Liberator - Formátum: CD, LP, kazetta, digitális letöltés, streaming          | 1                  | 5                  | 6                  | 3                  | 2                  | 64                 | 18                 | 16                 | 4                  | 1                  | 64                 | - UK: 103 000+                                              | - BPI: Arany |
| Disco                                                       | - Megjelent: 2020. november 6. - Kiadó: BMG, Darenote, Liberator - Formátum: CD, LP, kazetta, digitális letöltés                    | 1                  | 7                  | 8                  | 3                  | 4                  | 64                 | 11                 | 9                  | 4                  | 1                  | 26                 | - UK: 54 900+                                               | - BPI: Arany |
| Tension                                                     | - Megjelent: 2023. szeptember 22. - Kiadó: BMG, Darenote - Formátum: CD, LP, kazetta, digitális letöltés                            | 1                  | 9                  | 5                  | 5                  | 2                  | —                  | 3                  | 5                  | 2                  | 1                  | 21                 | - UK: 53 000+                                               | - BPI: Ezüst |
| Tension II                                                  | - Megjelent: 2024. október 18. - Kiadó: BMG, Darenote - Formátum: CD, LP, kazetta, digitális letöltés                               | 1                  | 6                  | —                  | 4                  | 8                  | —                  | 5                  | 22                 | 4                  | 1                  | 98                 | - UK: 35 200+                                               | |
| "—" nem szerepelt listán, vagy nem jelent meg az országban. | |                    |                    |                    |                    |                    |                    |                    |                    |                    |                    |                    |                                                             | |

### Válogatásalbumok
| Cím                                                         | Album adatok                                                                               | Legjobb helyezések | Legjobb helyezések | Legjobb helyezések | Legjobb helyezések | Legjobb helyezések | Legjobb helyezések | Legjobb helyezések | Legjobb helyezések | Legjobb helyezések | Eladások                                     | Minősítések                                                  |
| Cím                                                         | Album adatok                                                                               | AUS                | AUT                | GER                | IRE                | JAP                | NED                | NZ                 | SWI                | UK                 | Eladások                                     | Minősítések                                                  |
| ----------------------------------------------------------- | ------------------------------------------------------------------------------------------ | ------------------ | ------------------ | ------------------ | ------------------ | ------------------ | ------------------ | ------------------ | ------------------ | ------------------ | -------------------------------------------- | ------------------------------------------------------------ |
| Greatest Hits                                               | - Megjelent: 1992. augusztus 24. - Kiadó: PWL - Formátum: LP, CD, kazetta                  | 3                  | —                  | 81                 | —                  | 23                 | —                  | 49                 | —                  | 1                  | - AUS: 70 000+ - UK: 300 000+                | - ARIA: Platina - BPI: Platina                               |
| Hits+                                                       | - Megjelent: 2000. október 16. - Kiadó: BMG - Formátum: CD, kazetta                        | —                  | —                  | —                  | —                  | —                  | —                  | —                  | —                  | 41                 | - UK: 60 000+                                | - BPI: Ezüst                                                 |
| Confide in Me                                               | - Megjelent: 2002. május 25. - Kiadó: BMG - Formátum: CD                                   | —                  | —                  | —                  | —                  | —                  | —                  | —                  | —                  | —                  |                                              | - BPI: Ezüst                                                 |
| Greatest Hits                                               | - Megjelent: 2002. november 18. - Kiadó: PWL - Formátum: CD, kazetta                       | —                  | —                  | —                  | 37                 | —                  | —                  | —                  | —                  | 20                 |                                              | - BPI: Platina                                               |
| Greatest Hits 87–97                                         | - Megjelent: 2003. november 24. - Kiadó: BMG - Formátum: CD, kazetta                       | —                  | —                  | —                  | —                  | —                  | 56                 | —                  | —                  | —                  |                                              |                                                              |
| Greatest Hits 87–99                                         | - Megjelent: 2003. november 24. - Kiadó: Festival Records - Formátum: CD, kazetta          | 54                 | —                  | —                  | —                  | —                  | —                  | —                  | —                  | —                  |                                              |                                                              |
| Artist Collection                                           | - Megjelent: 2004. szeptember 20. - Kiadó: BMG - Formátum: CD, kazetta                     | —                  | —                  | —                  | —                  | —                  | —                  | —                  | —                  | —                  |                                              |                                                              |
| Ultimate Kylie                                              | - Megjelent: 2004. november 22. - Kiadó: Parlophone - Formátum: CD, kazetta                | 5                  | 15                 | 10                 | 8                  | 39                 | 37                 | 33                 | 19                 | 4                  | - AUS: 280 000+ - UK: 900 000+ - US: 50 000+ | - ARIA: 4×-es platina - IFPI AUT: Arany - BPI: 3×-os platina |
| Confide in Me: The Irresistible Kylie                       | - Megjelent: 2007. július 16. - Kiadó: Music Club - Formátum: CD                           | —                  | —                  | —                  | —                  | —                  | —                  | —                  | —                  | —                  |                                              |                                                              |
| Hits                                                        | - Megjelent: 2011. március 16. - Kiadó: EMI Music Japan - Formátum: CD, digitális letöltés | —                  | —                  | —                  | —                  | 62                 | —                  | —                  | —                  | —                  |                                              |                                                              |
| The Best of Kylie Minogue                                   | - Megjelent: 2012. június 4. - Kiadó: EMI - Formátum: CD, digitális letöltés               | 39                 | —                  | 85                 | 22                 | 76                 | —                  | —                  | 63                 | 11                 | - UK: 60 000+                                |                                                              |
| The Abbey Road Sessions                                     | - Megjelent: 2012. október 24. - Kiadó: Parlophone - Formátum: CD, digitális letöltés      | 7                  | 53                 | 31                 | 9                  | 110                | —                  | —                  | 17                 | 2                  | - UK: 235 000+                               | - BPI: Arany                                                 |
| Confide in Me                                               | - Megjelent: 2016. április 8. - Kiadó: BMG - Formátum: CD                                  | —                  | —                  | —                  | —                  | —                  | —                  | —                  | —                  | —                  |                                              |                                                              |
| Step Back in Time: The Definitive Collection                | - Megjelent: 2019. június 28. - Kiadó: BMG - Formátum: CD, LP, kazetta, digitális letöltés | 1                  | 21                 | 15                 | 4                  | —                  | 23                 | 27                 | 11                 | 1                  |                                              | - BPI: Arany                                                 |
| "—" nem szerepelt listán, vagy nem jelent meg az országban. |                                                                                            |                    |                    |                    |                    |                    |                    |                    |                    |                    |                                              |                                                              |

### Koncertalbumok
| Intimate and Live                                           | - Megjelent: 1998. november 30. - Kiadó: Mushroom - Formátum: CD, DVD, kazetta                              | 28 | —  | —   | —  | —  | —  | —  |              |
| KylieFever2002                                              | - Megjelent: 2002. november 18. - Kiadó: Parlophone - Formátum: CD, DVD                                     | —  | —  | —   | —  | —  | —  | —  |              |
| Showgirl                                                    | - Megjelent: 2005. december 12. - Kiadó: Parlophone - Formátum: DVD, digitális letöltés                     | —  | —  | —   | —  | —  | —  | —  |              |
| Showgirl Homecoming Live                                    | - Megjelent: 2007. január 8. - Kiadó: Parlophone - Formátum: CD, DVD, digitális letöltés                    | 28 | 55 | 113 | 59 | 54 | 7  | —  | - BPI: Ezüst |
| Kylie Live in New York                                      | - Megjelent: 2009. december 14. - Kiadó: Parlophone - Formátum: digitális letöltés                          | —  | —  | —   | —  | —  | —  | 13 |              |
| Aphrodite Les Folies Live in London                         | - Megjelent: 2011. november 28. - Kiádo: Parlophone - Formátum: CD+DVD, digitális letöltés                  | —  | —  | 94  | 48 | —  | 72 | —  |              |
| Kiss Me Once Live at the SSE Hydro                          | - Megjelent: 2015. március 20. - Kiádo: Parlophone - Formátum: CD, DVD, CD+DVD, digitális letöltés, Blu-ray | 97 | —  | —   | 51 | —  | 26 | 21 |              |
| Golden Live in Concert                                      | - Megjelent: 2019. december 6. - Kiádo: BMG - Formátum: CD+DVD, digitális letöltés, streaming               | 13 | —  | —   | —  | —  | 23 | —  |              |
| Infinite Disco                                              | - Megjelent: 2022. április 8. - Kiádo: BMG, Liberator - Formátum: LP, digitális letöltés, streaming         | 27 | —  | —   | 47 | —  | 40 | —  |              |
| "—" nem szerepelt listán, vagy nem jelent meg az országban. | |    |    |     |    |    |    |    |              |

### Remixalbumok
| Kylie’s Remixes Volume 1                                    | - Megjelent: 1989. március 16. - Kiadó: PWL - Formátum: LP, CD, kazetta                   | 132 | —   | 13  | —  | —  |
| Kylie’s Remixes Volume 2                                    | - Megjelent: 1992. július 1. - Kiadó: PWL - Formátum: CD, kazetta                         | 121 | —   | 90  | —  | —  |
| Kylie’s Non-Stop History 50+1                               | - Megjelent: 1993. július 1. - Kiadó: PWL - Formátum: CD, kazetta                         | 57  | —   | 59  | —  | —  |
| Impossible Remixes                                          | - Megjelent: 1998. július 8. - Kiadó: Mushroom - Formátum: CD                             | 37  | —   | —   | —  | —  |
| Mixes                                                       | - Megjelent: 1998. augusztus 3. - Kiadó: Deconstruction - Formátum: LP, CD, kazetta       | —   | —   | —   | 63 | —  |
| Greatest Remix Hits 1                                       | - Megjelent: 1998. szeptember 15. - Kiadó: Mushroom - Formátum: CD, kazetta               | 128 | —   | —   | —  | —  |
| Greatest Remix Hits 2                                       | - Megjelent: 1998. szeptember 15. - Kiadó: Mushroom - Formátum: CD, kazetta               | 125 | —   | —   | —  | —  |
| Greatest Remix Hits 3                                       | - Megjelent: 1998. szeptember 15. - Kiadó: Mushroom - Formátum: CD, kazetta               | 67  | —   | —   | —  | —  |
| Greatest Remix Hits 4                                       | - Megjelent: 1998. szeptember 15. - Kiadó: Mushroom - Formátum: CD, kazetta               | 66  | —   | —   | —  | —  |
| Boombox                                                     | - Megjelent: 2008. december 17. - Kiadó: Parlophone - Formátum: CD, digitális letöltés    | 72  | 180 | 146 | 28 | 10 |
| Essential Mixes                                             | - Megjelent: 2010. szeptember 20. - Kiadó: BMG - Formátum: CD, digitális letöltés         | —   | —   | —   | —  | —  |
| Disco: Extended Mixes                                       | - Megjelent: 2021. december 10. - Kiadó: BMG - Formátum: LP, digitális letöltés           | —   | —   | —   | —  | —  |
| Extension (The Extended Mixes)                              | - Megjelent: 2023. december 8. - Kiadó: BMG, Liberator - Formátum: LP, digitális letöltés | 28  | —   | —   | 75 | —  |
| "—" nem szerepelt listán, vagy nem jelent meg az országban. |                                                                                           |     |     |     |    |    |

### Középlemezek
| Cím                                             | Album adatok                                                                         | Megjegyzések |
| ----------------------------------------------- | ------------------------------------------------------------------------------------ | --- |
| Live and Other Sides                            | - Megjelent: 1998 - Kiadó: Mushroom - Formátum: CD                                   | - Eredeti ausztrál promóciós kiadás, amit ingyen adtak a HMV boltokban vásárolt 1997-es Impossible Princess-hez, de megjelenése után hamar visszavonták. |
| Other Sides                                     | - Megjelent: 1998 - Kiadó: Mushroom - Formátum: CD                                   | - Ausztrál promóciós kiadás, amit ingyen adtak a HMV boltokban vásárolt 1997-es Impossible Princess-hez.                                                 |
| Money Can’t Buy                                 | - Megjelent: 2004. február 10. - Kiadó: Parlophone - Formátum: CD                    | - Amerikai promóciós kiadás, amit ingyen adtak a Target boltokban vásárolt 2003-as Body Language-hez.                                                    |
| Darling                                         | - Megjelent: 2007. február 9. - Kiadó: Parlophone - Formátum: CD                     | - Promóciós kiadás, amit Minogue Darling nevű parfümének megjelenésekor osztogattak.                                                                     |
| Pink Sparkle                                    | - Megjelent: július 2010 - Kiadó: Parlophone - Formátum: CD                          | - Promóciós kiadás, amit Minogue Pink Sparkle nevű parfümének megjelenésekor osztogattak.                                                                |
| A Kylie Christmas                               | - Megjelent: 2010. november 30. - Kiadó: Parlophone - Formátum: digitális letöltés   | - Az album 188. lett a brit eladási albumlistáján és 2000 példányt adtak el belőle az országban.                                                         |
| A Christmas Gift                                | - Megjelent: 2010. december 1. - Kiadó: Parlophone - Formátum: digitális letöltés    | |
| Performance                                     | - Megjelent: 2011. május 3. - Kiadó: Astralwerks - Formátum: CD                      | - A The Irish Mail-ben adták ki és tizenkét számot tartalmazott, amelyek közül tíz a Live in New York-ból származott.                                    |
| Sleepwalker (jóváírják Kylie and Garibay)       | - Megjelent: 2014. szeptember 24. - Kiadó: Warner Bros. - Formátum: streaming media  | |
| Kylie and Garibay (jóváírják Kylie and Garibay) | - Megjelent: 2015. szeptember 11. - Kiadó: Parlophone - Formátum: digitális letöltés | - Az album 100. lett az ARIA eladási kislemezlistáján.                                                                                                   |

## Kislemezek

### 1980-as évek
| Cím                                                         | Év   | Legjobb helyezések | Legjobb helyezések | Legjobb helyezések | Legjobb helyezések | Legjobb helyezések | Legjobb helyezések | Legjobb helyezések | Legjobb helyezések | Legjobb helyezések | Legjobb helyezések | Eladások                                     | Minősítések                                             | Album            |
| Cím                                                         | Év   | AUS                | AUT                | FRA                | GER                | IRE                | NZ                 | SWI                | UK                 | US                 | US Dance           | Eladások                                     | Minősítések                                             | Album            |
| ----------------------------------------------------------- | ---- | ------------------ | ------------------ | ------------------ | ------------------ | ------------------ | ------------------ | ------------------ | ------------------ | ------------------ | ------------------ | -------------------------------------------- | ------------------------------------------------------- | ---------------- |
| „I Should Be So Lucky”                                      | 1987 | 1                  | 4                  | 4                  | 1                  | 1                  | 3                  | 1                  | 1                  | 28                 | 10                 | - AUS: 70 000+ - JAP: 30 000+ - UK: 702 000+ | - AUS: Platina - SNEP: Arany - BVMI: Arany - BPI: Arany | Kylie            |
| „Got to Be Certain”                                         | 1988 | 1                  | —                  | 9                  | 6                  | 4                  | 2                  | 8                  | 2                  | —                  | —                  | - UK: 315 000+                               | - ARIA: Arany - SNEP: Ezüst - BPI: Ezüst                | Kylie            |
| „The Loco-Motion”                                           | 1988 | 1                  | 3                  | 5                  | 3                  | 1                  | 8                  | 2                  | 2                  | 3                  | 12                 | - AUS: 70 000+ - UK: 434 000+ - US: 500 000+ | - ARIA: Platina - BPI: Arany - RIAA: Arany              | Kylie            |
| „Je Ne Sais Pas Pourquoi”                                   | 1988 | 11                 | —                  | 15                 | 14                 | 2                  | 9                  | 24                 | 2                  | —                  | —                  | - UK: 325 000+                               | - BPI: Ezüst                                            | Kylie            |
| „Especially for You” (közreműködik Jason Donovan)           | 1988 | 2                  | 12                 | 3                  | 10                 | 1                  | 2                  | 2                  | 1                  | —                  | —                  | - UK: 1 090 000+                             | - ARIA: Arany - SNEP: Ezüst - BPI: Arany                | Ten Good Reasons |
| „It’s No Secret”                                            | 1988 | —                  | —                  | —                  | —                  | —                  | 47                 | —                  | —                  | 37                 | —                  |                                              |                                                         | Kylie            |
| „Turn It into Love”                                         | 1988 | —                  | —                  | —                  | —                  | —                  | —                  | —                  | —                  | —                  | —                  | - JAP: 46 300+                               |                                                         | Kylie            |
| „Hand on Your Heart”                                        | 1989 | 4                  | —                  | 8                  | 17                 | 1                  | 15                 | 6                  | 1                  | —                  | —                  | - JAP: 9000+ - UK: 494 000+                  | - ARIA: Arany - BPI: Arany                              | Enjoy Yourself   |
| „Wouldn’t Change a Thing”                                   | 1989 | 6                  | —                  | 19                 | 24                 | —                  | 21                 | 27                 | 2                  | —                  | —                  | - UK: 370 000+                               | - ARIA: Arany                                           | Enjoy Yourself   |
| „Never Too Late”                                            | 1989 | 14                 | —                  | 26                 | 45                 | 1                  | 27                 | 23                 | 4                  | —                  | —                  |                                              | - BPI: Ezüst                                            | Enjoy Yourself   |
| "—" nem szerepelt listán, vagy nem jelent meg az országban. |      |                    |                    |                    |                    |                    |                    |                    |                    |                    |                    |                                              |                                                         |                  |

### 1990-es évek
| Cím                                                         | Év   | Legjobb helyezések | Legjobb helyezések | Legjobb helyezések | Legjobb helyezések | Legjobb helyezések | Legjobb helyezések | Legjobb helyezések | Legjobb helyezések | Legjobb helyezések | Eladások                      | Minősítések                  | Album               |
| Cím                                                         | Év   | AUS                | AUT                | FRA                | GER                | IRE                | NZ                 | SWI                | UK                 | US Dance           | Eladások                      | Minősítések                  | Album               |
| ----------------------------------------------------------- | ---- | ------------------ | ------------------ | ------------------ | ------------------ | ------------------ | ------------------ | ------------------ | ------------------ | ------------------ | ----------------------------- | ---------------------------- | ------------------- |
| „Tears on My Pillow”                                        | 1990 | 20                 | —                  | —                  | 31                 | 2                  | 33                 | —                  | 1                  | —                  | - UK: 260 000+                | - BPI: Ezüst                 | Enjoy Yourself      |
| „Better the Devil You Know”                                 | 1990 | 4                  | 27                 | 13                 | 24                 | 4                  | 27                 | 21                 | 2                  | —                  | - UK: 340 000+                | - ARIA: Arany - BPI: Ezüst   | Rhythm of Love      |
| „Step Back in Time”                                         | 1990 | 5                  | —                  | 23                 | 36                 | 4                  | 21                 | 29                 | 4                  | —                  |                               | - ARIA: Arany                | Rhythm of Love      |
| „What Do I Have to Do”                                      | 1991 | 11                 | —                  | 50                 | 48                 | 7                  | —                  | —                  | 6                  | —                  |                               |                              | Rhythm of Love      |
| „Shocked”                                                   | 1991 | 7                  | —                  | —                  | —                  | 2                  | —                  | —                  | 6                  | —                  |                               |                              | Rhythm of Love      |
| „Word is Out”                                               | 1991 | 10                 | —                  | —                  | —                  | 8                  | —                  | —                  | 16                 | —                  |                               |                              | Let’s Get to It     |
| „If You Were with Me Now” (közreműködik Keith Washington)   | 1991 | 23                 | —                  | —                  | 61                 | 7                  | —                  | —                  | 4                  | —                  |                               |                              | Let’s Get to It     |
| „Give Me Just a Little More Time”                           | 1992 | 24                 | —                  | —                  | 51                 | 6                  | —                  | —                  | 2                  | —                  | - UK: 325 000+                |                              | Let’s Get to It     |
| „Finer Feelings”                                            | 1992 | 60                 | —                  | —                  | —                  | 16                 | —                  | —                  | 11                 | —                  |                               |                              | Let’s Get to It     |
| „What Kind of Fool (Heard All That Before)”                 | 1992 | 17                 | —                  | —                  | 81                 | 22                 | —                  | —                  | 14                 | —                  |                               |                              | Greatest Hits       |
| „Celebration”                                               | 1992 | 20                 | —                  | —                  | —                  | 11                 | —                  | —                  | 20                 | —                  |                               |                              | Greatest Hits       |
| „Confide in Me”                                             | 1994 | 1                  | —                  | 10                 | 50                 | 12                 | 12                 | 20                 | 2                  | 39                 | - AUS: 70 000+ - UK: 200 000+ | - ARIA: Platina - BPI: Ezüst | Kylie Minogue       |
| „Put Yourself in My Place”                                  | 1994 | 11                 | —                  | —                  | 87                 | —                  | —                  | —                  | 11                 | —                  |                               | - ARIA: Arany                | Kylie Minogue       |
| „Where Is the Feeling”                                      | 1995 | 31                 | —                  | —                  | —                  | —                  | —                  | —                  | 16                 | —                  |                               |                              | Kylie Minogue       |
| „Where the Wild Roses Grow” (közreműködik Nick Cave)        | 1995 | 2                  | 4                  | 37                 | 12                 | 6                  | 11                 | 11                 | 11                 | —                  |                               | - ARIA: Arany - BVMI: Arany  | Murder Ballads      |
| „Some Kind of Bliss”                                        | 1997 | 27                 | —                  | —                  | —                  | —                  | 46                 | —                  | 22                 | —                  |                               |                              | Impossible Princess |
| „Did It Again”                                              | 1997 | 15                 | —                  | —                  | —                  | —                  | —                  | —                  | 14                 | —                  |                               | - ARIA: Arany                | Impossible Princess |
| „Breathe”                                                   | 1998 | 23                 | —                  | —                  | —                  | —                  | —                  | —                  | 14                 | —                  |                               |                              | Impossible Princess |
| „Cowboy Style”                                              | 1998 | 39                 | —                  | —                  | —                  | —                  | —                  | —                  | —                  | —                  |                               |                              | Impossible Princess |
| "—" nem szerepelt listán, vagy nem jelent meg az országban. |      |                    |                    |                    |                    |                    |                    |                    |                    |                    |                               |                              |                     |

### 2000-es évek
| Cím                                                         | Év   | Legjobb helyezések | Legjobb helyezések | Legjobb helyezések | Legjobb helyezések | Legjobb helyezések | Legjobb helyezések | Legjobb helyezések | Legjobb helyezések | Legjobb helyezések | Legjobb helyezések | Eladások                                                                                  | Minősítések | Album          |
| Cím                                                         | Év   | AUS                | AUT                | FRA                | GER                | IRE                | NZ                 | SWI                | UK                 | US                 | US Dance           | Eladások                                                                                  | Minősítések | Album          |
| ----------------------------------------------------------- | ---- | ------------------ | ------------------ | ------------------ | ------------------ | ------------------ | ------------------ | ------------------ | ------------------ | ------------------ | ------------------ | ----------------------------------------------------------------------------------------- | --- | -------------- |
| „Spinning Around”                                           | 2000 | 1                  | —                  | 28                 | 62                 | 4                  | 2                  | 34                 | 1                  | —                  | —                  | - AUS: 70 000+ - UK: 314 000+                                                             | - ARIA: Platina - RMNZ: Arany - BPI: Ezüst | Light Years    |
| „On a Night Like This”                                      | 2000 | 1                  | —                  | 69                 | 72                 | 16                 | 35                 | 51                 | 2                  | —                  | —                  | - AUS: 70 000+ - UK: 170 000+                                                             | - ARIA: Platina | Light Years    |
| „Kids” (közreműködik Robbie Williams)                       | 2000 | 14                 | —                  | —                  | 47                 | 9                  | 5                  | 35                 | 2                  | —                  | —                  | - UK: 235 000+                                                                            | - ARIA: Arany - BPI: Ezüst | Light Years    |
| „Please Stay”                                               | 2000 | 15                 | —                  | —                  | —                  | 34                 | —                  | —                  | 10                 | —                  | —                  |                                                                                           | - AUS: Arany | Light Years    |
| „Your Disco Needs You”                                      | 2001 | 20                 | 70                 | —                  | 31                 | —                  | —                  | 27                 | —                  | —                  | —                  | - UK: 20 000+                                                                             | | Light Years    |
| „Can’t Get You Out of My Head”                              | 2001 | 1                  | 1                  | 1                  | 1                  | 1                  | 1                  | 1                  | 1                  | 7                  | 1                  | - Világszerte: 5 000 000+ - AUS: 210 000+ - FRA: 910 000+ - UK: 1 205 000+ - US: 531 000+ | - ARIA: 3×-os platina - IFPI AUT: Platina - SNEP: Platina - BVMI: Platina - NVPI: Platina - RMNZ: Arany - IFPI SWI: Platina - BPI: 2×-es platina - RIAA: Arany | Fever          |
| „In Your Eyes”                                              | 2002 | 1                  | 22                 | 24                 | 18                 | 6                  | 18                 | 8                  | 3                  | —                  | —                  | - UK: 200 000+                                                                            | - ARIA: Arany - BPI: Ezüst | Fever          |
| „Love at First Sight”                                       | 2002 | 3                  | 29                 | 33                 | 16                 | 7                  | 9                  | 22                 | 2                  | 23                 | 1                  | - UK: 195 000+ - US: 134 000+                                                             | - ARIA: Arany - RMNZ: Arany - BPI: Ezüst | Fever          |
| „Come into My World”                                        | 2002 | 4                  | 59                 | 78                 | 47                 | 11                 | 20                 | 66                 | 8                  | 91                 | 20                 | - UK: 56 000+                                                                             | - ARIA: Arany | Fever          |
| „Slow”                                                      | 2003 | 1                  | 20                 | 45                 | 8                  | 5                  | 9                  | 18                 | 1                  | 91                 | 1                  | - AUS: 70 000+ - UK: 135 000+ - US: 63 000+                                               | - ARIA: Platina | Body Language  |
| „Red Blooded Woman”                                         | 2004 | 4                  | 23                 | 33                 | 16                 | 9                  | 19                 | 15                 | 5                  | —                  | 24                 |                                                                                           | - RMNZ: Arany | Body Language  |
| „Chocolate”                                                 | 2004 | 14                 | 58                 | 69                 | 43                 | 26                 | —                  | 53                 | 6                  | —                  | —                  |                                                                                           | | Body Language  |
| „I Believe in You”                                          | 2004 | 6                  | 4                  | 35                 | 12                 | 9                  | 29                 | 6                  | 2                  | —                  | 3                  | - UK: 150 000+                                                                            | - ARIA: Arany - BPI: Ezüst | Ultimate Kylie |
| „Giving You Up”                                             | 2005 | 8                  | 45                 | —                  | 27                 | 20                 | —                  | 40                 | 6                  | —                  | —                  |                                                                                           | | Ultimate Kylie |
| „2 Hearts”                                                  | 2007 | 1                  | 14                 | 15                 | 13                 | 12                 | 34                 | 10                 | 4                  | —                  | —                  |                                                                                           | - ARIA: Arany | X              |
| „Wow”                                                       | 2008 | 11                 | 73                 | 15                 | 41                 | 10                 | —                  | 51                 | 5                  | —                  | —                  |                                                                                           | - BPI: Ezüst | X              |
| „In My Arms”                                                | 2008 | 35                 | 16                 | 10                 | 8                  | 15                 | —                  | 10                 | 10                 | —                  | —                  |                                                                                           | | X              |
| „All I See”                                                 | 2008 | —                  | —                  | —                  | —                  | —                  | —                  | —                  | —                  | —                  | 3                  |                                                                                           | | X              |
| „The One”                                                   | 2008 | —                  | —                  | —                  | —                  | —                  | —                  | —                  | 36                 | —                  | —                  |                                                                                           | | X              |
| "—" nem szerepelt listán, vagy nem jelent meg az országban. |      |                    |                    |                    |                    |                    |                    |                    |                    |                    |                    |                                                                                           | |                |

### 2010-es évek
| Cím                                                         | Év   | Legjobb helyezések | Legjobb helyezések | Legjobb helyezések | Legjobb helyezések | Legjobb helyezések | Legjobb helyezések | Legjobb helyezések | Legjobb helyezések | Legjobb helyezések | Eladások                     | Minősítések                | Album                                        |
| Cím                                                         | Év   | AUS                | AUT                | FRA                | GER                | IRE                | NZ                 | SWI                | UK                 | US Dance           | Eladások                     | Minősítések                | Album                                        |
| ----------------------------------------------------------- | ---- | ------------------ | ------------------ | ------------------ | ------------------ | ------------------ | ------------------ | ------------------ | ------------------ | ------------------ | ---------------------------- | -------------------------- | -------------------------------------------- |
| „All the Lovers”                                            | 2010 | 13                 | 5                  | 3                  | 10                 | 6                  | —                  | 6                  | 3                  | 1                  | - UK: 383 000+               | - ARIA: Arany - BPI: Ezüst | Aphrodite                                    |
| „Get Outta My Way”                                          | 2010 | —                  | 61                 | 29                 | 41                 | —                  | —                  | 61                 | 12                 | 1                  | - UK: 100 000+ - US: 66 000+ |                            | Aphrodite                                    |
| „Better Than Today”                                         | 2010 | —                  | —                  | 63                 | —                  | —                  | —                  | —                  | 32                 | 1                  |                              |                            | Aphrodite                                    |
| „Put Your Hands Up (If You Feel Love)”                      | 2011 | 50                 | 38                 | —                  | —                  | —                  | —                  | —                  | —                  | 1                  |                              |                            | Aphrodite                                    |
| „Timebomb”                                                  | 2012 | 12                 | 58                 | 46                 | 56                 | 26                 | 33                 | —                  | 31                 | 1                  |                              |                            | Nem album kislemez                           |
| „Flower”                                                    | 2012 | —                  | —                  | —                  | —                  | —                  | —                  | —                  | 96                 | —                  |                              |                            | The Abbey Road Sessions                      |
| „Limpido” (közreműködik Laura Pausini)                      | 2013 | —                  | —                  | —                  | —                  | —                  | —                  | 66                 | —                  | —                  |                              |                            | 20 – The Greatest Hits                       |
| „Into the Blue”                                             | 2014 | 46                 | 37                 | 47                 | 31                 | 9                  | —                  | 32                 | 12                 | 1                  |                              |                            | Kiss Me Once                                 |
| „I Was Gonna Cancel”                                        | 2014 | —                  | —                  | —                  | —                  | —                  | —                  | —                  | 59                 | 5                  |                              |                            | Kiss Me Once                                 |
| „Only You” (közreműködik James Corden)                      | 2015 | —                  | —                  | —                  | —                  | —                  | —                  | —                  | 155                | —                  |                              |                            | Kylie Christmas                              |
| „100 Degrees” (közreműködik Dannii Minogue)                 | 2015 | —                  | —                  | —                  | —                  | —                  | —                  | —                  | —                  | —                  |                              |                            | Kylie Christmas                              |
| „Every Day’s Like Christmas”                                | 2015 | —                  | —                  | —                  | —                  | —                  | —                  | —                  | —                  | —                  |                              |                            | Kylie Christmas                              |
| „Dancing”                                                   | 2018 | 46                 | —                  | 23                 | 71                 | —                  | —                  | —                  | 38                 | 1                  | - UK: 64 600+                | - ARIA: Arany - BPI: Ezüst | Golden                                       |
| „Stop Me from Falling”                                      | 2018 | —                  | —                  | —                  | —                  | —                  | —                  | —                  | 52                 | —                  |                              |                            | Golden                                       |
| „Golden”                                                    | 2018 | —                  | —                  | —                  | —                  | —                  | —                  | —                  | —                  | —                  |                              |                            | Golden                                       |
| „A Lifetime to Repair”                                      | 2018 | —                  | —                  | —                  | —                  | —                  | —                  | —                  | —                  | —                  |                              |                            | Golden                                       |
| „Music’s Too Sad Without You” (közreműködik Jack Savoretti) | 2018 | —                  | —                  | —                  | —                  | —                  | —                  | —                  | —                  | —                  | - UK: 62 900+                |                            | Golden                                       |
| „Sincerely Yours”                                           | 2019 | —                  | —                  | —                  | —                  | —                  | —                  | —                  | —                  | —                  |                              |                            | Golden                                       |
| „New York City”                                             | 2019 | —                  | —                  | —                  | —                  | —                  | —                  | —                  | —                  | —                  |                              |                            | Step Back in Time: The Definitive Collection |
| "—" nem szerepelt listán, vagy nem jelent meg az országban. |      |                    |                    |                    |                    |                    |                    |                    |                    |                    |                              |                            |                                              |

### 2020-as évek
| Cím                                                         | Év   | Legjobb helyezések | Legjobb helyezések | Legjobb helyezések | Legjobb helyezések | Legjobb helyezések | Legjobb helyezések | Legjobb helyezések | Eladások       | Minősítések                | Album                     |
| Cím                                                         | Év   | AUS                | BEL                | GER                | IRE                | NZ                 | UK                 | US Dance /Elec.    | Eladások       | Minősítések                | Album                     |
| ----------------------------------------------------------- | ---- | ------------------ | ------------------ | ------------------ | ------------------ | ------------------ | ------------------ | ------------------ | -------------- | -------------------------- | ------------------------- |
| „Say Something”                                             | 2020 | —                  | —                  | —                  | —                  | 40                 | 56                 | 18                 | - UK: 75 500+  |                            | Disco                     |
| „Magic”                                                     | 2020 | —                  | —                  | —                  | —                  | 28                 | 53                 | 17                 | - UK: 46 900+  |                            | Disco                     |
| „Real Groove” (szóló vagy Studio 2054 remix Dua Lipával)    | 2020 | —                  | —                  | —                  | —                  | 8                  | 95                 | 15                 | - UK: 24 700+  |                            | Disco                     |
| „A Second to Midnight” (közreműködik Years & Years)         | 2021 | —                  | —                  | —                  | —                  | —                  | —                  | 26                 |                |                            | Disco: Guest List Edition |
| „Kiss of Life” (közreműködik Jessie Ware)                   | 2021 | —                  | —                  | —                  | —                  | —                  | —                  | 49                 |                |                            | Disco: Guest List Edition |
| „Padam Padam”                                               | 2023 | 19                 | 32                 | 14                 | 7                  | 11                 | 8                  | 7                  | - UK: 302 000+ | - ARIA: Arany - BPI: Ezüst | Tension                   |
| „Tension”                                                   | 2023 | 46                 | —                  | 30                 | 34                 | 10                 | 19                 | 18                 | - UK: 30 000+  |                            | Tension                   |
| „Hold On to Now”                                            | 2023 | —                  | —                  | 65                 | —                  | 21                 | 81                 | 32                 |                |                            | Tension                   |
| „Dance Alone” (közreműködik Sia Furler)                     | 2024 | —                  | —                  | —                  | —                  | 19                 | 60                 | 8                  |                |                            | Reasonable Woman          |
| „Midnight Ride” (közreműködik Orville Peck és Diplo)        | 2024 | —                  | —                  | —                  | —                  | 34                 | —                  | —                  |                |                            | Stampede                  |
| „My Oh My” (közreműködik Bebe Rexha és Tove Lo)             | 2024 | —                  | —                  | —                  | —                  | 21                 | 63                 | 33                 |                |                            | Tension II                |
| „Edge of Saturday Night” (közreműködik The Blessed Madonna) | 2024 | —                  | 69                 | —                  | —                  | 35                 | —                  | —                  |                |                            | Godspeed                  |
| „Lights Camera Action”                                      | 2024 | —                  | 17                 | —                  | —                  | 16                 | 59                 | 43                 |                |                            | Tension II                |
| „Someone for Me”                                            | 2025 | —                  | —                  | —                  | —                  | 36                 | —                  | —                  |                |                            | Tension II                |
| „Last Night I Dreamt I Fell in Love” (közreműködik Alok)    | 2025 | —                  | —                  | —                  | —                  | 34                 | —                  | —                  |                |                            | Nem album kislemez        |
| "—" nem szerepelt listán, vagy nem jelent meg az országban. |      |                    |                    |                    |                    |                    |                    |                    |                |                            |                           |

## Közreműködő előadóként
| Cím                                                                  | Év   | Legjobb helyezések | Legjobb helyezések | Legjobb helyezések | Legjobb helyezések | Legjobb helyezések | Legjobb helyezések | Legjobb helyezések | Legjobb helyezések | Legjobb helyezések | Legjobb helyezések | Eladások       | Minősítések                                                  | Album                         |
| Cím                                                                  | Év   | AUS                | AUT                | FRA                | GER                | IRE                | NZ                 | SWI                | UK                 | US                 | US Dance           | Eladások       | Minősítések                                                  | Album                         |
| -------------------------------------------------------------------- | ---- | ------------------ | ------------------ | ------------------ | ------------------ | ------------------ | ------------------ | ------------------ | ------------------ | ------------------ | ------------------ | -------------- | ------------------------------------------------------------ | ----------------------------- |
| „Keep on Pumpin’ It” (Visionmasters & Tony King feat. Kylie Minogue) | 1991 | —                  | —                  | —                  | —                  | —                  | —                  | —                  | 49                 | —                  | —                  |                |                                                              | Nem album kislemez            |
| „GBI: German Bold Italic” (Tóva Tei feat. Kylie Minogue)             | 1998 | 50                 | —                  | —                  | —                  | —                  | —                  | —                  | 63                 | —                  | —                  |                |                                                              | Sound Museum                  |
| „Higher” (Taio Cruz feat. Kylie Minogue)                             | 2010 | 25                 | 3                  | 7                  | 3                  | 7                  | 5                  | 4                  | 8                  | 24                 | 1                  | - UK: 338 000+ | - ARIA: Arany - RMNZ: Arany - GLF: Arany - IFPI SWI: Platina | Rokstarr                      |
| „Right Here, Right Now” (Giorgio Moroder feat. Kylie Minogue)        | 2015 | —                  | —                  | 147                | —                  | —                  | —                  | —                  | —                  | —                  | 1                  |                |                                                              | Déjà Vu                       |
| „The Other Boys” (Nervo feat. Kylie Minogue)                         | 2015 | —                  | —                  | —                  | —                  | —                  | —                  | —                  | —                  | —                  | 1                  |                |                                                              | Collateral                    |
| „Really Don’t Like U” (Tove Lo feat. Kylie Minogue)                  | 2019 | —                  | —                  | —                  | —                  | —                  | —                  | —                  | —                  | —                  | —                  |                |                                                              | Sunshine Kitty                |
| „On oublie le reste” (Jenifer feat. Kylie Minogue)                   | 2019 | —                  | —                  | —                  | —                  | —                  | —                  | —                  | —                  | —                  | —                  |                |                                                              | Nouvelle Page (Deluxe verzió) |
| „Starstruck” (Kylie Minogue remix Years & Years-vel)                 | 2021 | —                  | —                  | —                  | —                  | —                  | —                  | —                  | —                  | —                  | —                  |                |                                                              | Night Call                    |
| "—" nem szerepelt listán, vagy nem jelent meg az országban.          |      |                    |                    |                    |                    |                    |                    |                    |                    |                    |                    |                |                                                              |                               |

## Promóciós kislemezek
| Cím                                                 | Év   | Legjobb helyezések | Legjobb helyezések | Legjobb helyezések | Legjobb helyezések | Album                               |
| Cím                                                 | Év   | AUS                | UK                 | US Dance           | US Dance/ Elec.    | Album                               |
| --------------------------------------------------- | ---- | ------------------ | ------------------ | ------------------ | ------------------ | ----------------------------------- |
| „I Guess I Like It like That”                       | 1991 | 174                | —                  | —                  | —                  | Let’s Get to It                     |
| „Too Far”                                           | 1998 | —                  | —                  | —                  | —                  | Impossible Princess                 |
| „Butterfly”                                         | 2001 | —                  | —                  | 14                 | —                  | Light Years                         |
| „Fever”                                             | 2002 | —                  | —                  | —                  | —                  | Fever                               |
| „Secret (Take You Home)”                            | 2004 | —                  | —                  | —                  | —                  | Body Language                       |
| „Promises”                                          | 2004 | —                  | —                  | —                  | —                  | Body Language                       |
| „Sometime Samurai” (Tóva Tei feat. Kylie Minogue)   | 2005 | —                  | —                  | —                  | —                  | Flash                               |
| „Whistle” (múm-mel)                                 | 2013 | —                  | —                  | —                  | —                  | Jack & Diane                        |
| „Skirt”                                             | 2013 | —                  | —                  | 1                  | 18                 | Nem album kislemez                  |
| „Sexercize”                                         | 2014 | —                  | —                  | —                  | 30                 | Kiss Me Once                        |
| „Beautiful” (Enrique Iglesias feat. Kylie Minogue)  | 2014 | 47                 | —                  | —                  | —                  | Sex and Love                        |
| „Golden Boy”                                        | 2014 | —                  | —                  | —                  | —                  | Nem album kislemez                  |
| „Million Miles”                                     | 2014 | —                  | —                  | —                  | —                  | Kiss Me Once                        |
| „Sexy Love”                                         | 2014 | —                  | —                  | —                  | —                  | Kiss Me Once                        |
| „Raining Glitter”                                   | 2018 | —                  | 80                 | —                  | —                  | Golden                              |
| „I Love It”                                         | 2020 | —                  | 26                 | —                  | 38                 | Disco                               |
| „Dance Floor Darling”                               | 2021 | —                  | —                  | —                  | —                  | Disco                               |
| „Marry the Night”                                   | 2021 | —                  | 15                 | —                  | 24                 | Born This Way The Tenth Anniversary |
| „10 Out of 10” (Oliver Heldens feat. Kylie Minogue) | 2023 | —                  | 19                 | —                  | —                  | Tension                             |

## Lásd még
- Kylie Minogue-videográfia
- Kylie Minogue-turnék listája